# Passa-cables

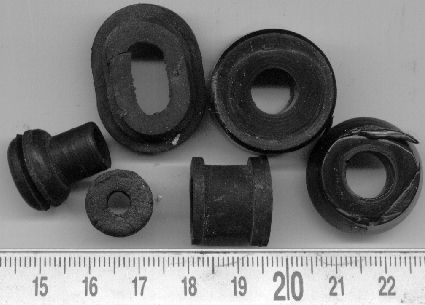
Passa-cables de goma

Un  passa-cables  (en Anglès  grommet  =  petit ull ), és un tub o anell pel qual, en la majoria dels casos, es fan servir per fer-hi passar un cable elèctric tot protegint-lo. Es fan generalment de cautxú, de plàstic o de metall.
Els  passa-cables  se solen inserir en forats practicats en certs materials que danyarien els cables elèctrics, amb la finalitat de protegir, millorar la fricció o segellar els cables que passen per ells, d'un possible atac mecànic o químic.

## Passacables decoratius per a mobles
Els passa-cables s'utilitzen en mobles per a protegir i ordenar els fils o cables elèctrics dels ordinadors o altres equips electrònics en llars o oficines. S'utilitzen al mateix temps de forma decorativa com embellidors dels mobles i així es poden comprar en una gran varietat de mides, colors i acabats.
Els passa-cables generalment consten de dues peces: un folre que entra al forat dels mobles i una tapa amb un forat (normalment de mida ajustable) per poder passar els cables.
Quan no hi ha necessitat de passar-hi fils es pot tancar el forat o bé girant la peça superior 90° contra l'altre o mitjançant la inserció d'una peça de plàstic addicional dissenyada per a aquest propòsit.

## Goma tàndem
Una  goma tàndem  és un tipus de  passa-cables  fet d'un material elàstic (normalment cautxú), amb unes motllures que la mantenen en el seu lloc, però que a part del seu ús com  passa-cables , també es pot fer servir amb la finalitat d'ajudar a absorbir les vibracions, per exemple, entre un condensador-tàndem de ràdio i el xassís o entre un micròfon i el seu trípode, mantenint els dos components en un "muntatge flotant" desconnectats mecànicament l'un de l'altre, per evitar un tipus d'acoblament anomenat  microfonisme 